# Egum (Fredericia Kommune)
 For alternative betydninger, se Egum. (Se også artikler, som begynder med Egum)
Egum er en mindre landsby, beliggende ca. fem kilometer nordvest for Fredericias centrum.
Landsbyen ligger i Elbo Herred, Trinitatis Sogn.
|  | Denne artikel om lokaliteten Egum (Fredericia Kommune) kan blive bedre, hvis der indsættes et (bedre) billede. Du kan hjælpe ved at afsøge Wikimedia Commons for et passende billede eller lægge et op på Wikimedia Commons med en af de tilladte licenser og indsætte det i artiklen. |

55°35′46″N 9°42′31″Ø / 55.596°N 9.7085°Ø